# Coupe d'Allemagne de tennis de table
La Coupe d'Allemagne est une compétition de tennis de table pour les équipes de clubs allemands.
Elle est organisée chaque année par l'Association allemande de tennis de table pour les hommes depuis 1957 et pour les femmes depuis 1958 et constitue, avec les championnats allemands, l'une des compétitions nationales les plus importantes.

## Palmarès Hommes
| Année                               | Vainqueur                        | Finaliste                             |
| ----------------------------------- | -------------------------------- | ------------------------------------- |
| 2025,                               | TTF Liebherr Ochsenhausen (5/10) | FC Sarrebruck (2/6)                   |
| 2024                                | Borussia Düsseldorf (28/34)      | FC Sarrebruck (2/5)                   |
| 2023                                | TTC Neu-Ulm (1/1)                | Borussia Düsseldorf (27/33)           |
| 2022                                | FC Sarrebruck (2/4)              | Borussia Düsseldorf (27/32)           |
| 2021                                | Borussia Düsseldorf (27/31)      | TTF Liebherr Ochsenhausen (4/11)      |
| 2020                                | ASV Grunwettersbach (1/1)        | TTF Liebherr Ochsenhausen (4/10)      |
| 2019                                | TTF Liebherr Ochsenhausen (4/9)  | SV Werder Brême (0/3)                 |
| 2018                                | Borussia Düsseldorf (26/30)      | FC Sarrebruck (1/3)                   |
| 2017                                | Borussia Düsseldorf (25/29)      | FC Sarrebruck (1/2)                   |
| 2016                                | Borussia Düsseldorf (24/28)      | TTC RhönSprudel Fulda-Maberzell (0/4) |
| 2015                                | Borussia Düsseldorf (23/27)      | TTC RhönSprudel Fulda-Maberzell (0/3) |
| 2014                                | Borussia Düsseldorf (22/26)      | TTC RhönSprudel Fulda-Maberzell (0/2) |
| 2013                                | Borussia Düsseldorf (21/25)      | TTC RhönSprudel Fulda-Maberzell (0/1) |
| 2012                                | FC Sarrebruck (1/1)              | SV Pluderhausen (1/2)                 |
| 2011                                | Borussia Düsseldorf (20/24)      | TTF Liebherr Ochsenhausen (3/8)       |
| 2010                                | Borussia Düsseldorf (19/23)      | TTF Liebherr Ochsenhausen (3/7)       |
| 2009                                | SV Pluderhausen (1/1)            | SV Werder Brême (0/2)                 |
| 2008                                | Borussia Düsseldorf (18/22)      | SV Werder Brême (0/1)                 |
| 2007                                | TTC Zugbrücke Grenzau (4/10)     | Müller Würzburger Hofbräu (0/1)       |
| 2006                                | TTC Frickenhausen (1/2)          | TTF Liebherr Ochsenhausen (3/6)       |
| 2005                                | TTF Liebherr Ochsenhausen (3/5)  | TTV Re-Bau Gönnern (2/5)              |
| 2004                                | TTF Liebherr Ochsenhausen (2/4)  | TTV Re-Bau Gönnern (2/4)              |
| 2003                                | TTF Liebherr Ochsenhausen (1/3)  | TTV Re-Bau Gönnern (2/3)              |
| 2002                                | TTV Re-Bau Gönnern (2/2)         | Borussia Düsseldorf (17/21)           |
| 2001                                | TTC Zugbrücke Grenzau (3/9)      | TTC SIG Combibloc Jülich (1/3)        |
| 2000                                | Borussia Düsseldorf (17/20)      | TTC Bad Honnef (0/1)                  |
| 1999                                | Borussia Düsseldorf (16/19)      | TTF Liebherr Ochsenhausen (0/2)       |
| 1998                                | TTV Re-Bau Gönnern (1/1)         | TTC Frickenhausen (0/1)               |
| 1997                                | Borussia Düsseldorf (15/18)      | TTC Zugbrücke Grenzau (2/8)           |
| 1996                                | Borussia Düsseldorf (14/17)      | TTF Liebherr Ochsenhausen (0/1)       |
| 1995                                | Borussia Düsseldorf (13/16)      | TTC Zugbrücke Grenzau (2/7)           |
| 1994                                | Borussia Düsseldorf (12/15)      | TTC Zugbrücke Grenzau (2/6)           |
| 1993                                | TTC Zugbrücke Grenzau (2/5)      | Spvg Steinhagen (0/2)                 |
| 1992                                | VfB Lübeck (1/1)                 | TTC Zugbrücke Grenzau (1/4)           |
| 1991                                | Borussia Düsseldorf (11/14)      | ATSV Sarrebruck (3/4)                 |
| 1990                                | Borussia Düsseldorf (10/13)      | TTC Zugbrücke Grenzau (1/3)           |
| 1989                                | ATSV Sarrebruck (3/3)            | SSV Reutlingen 05 (4/7)               |
| 1988                                | Borussia Düsseldorf (9/12)       | Spvg Steinhagen (0/1)                 |
| 1987                                | TTC Zugbrücke Grenzau (1/2)      | BG Steiner Bayreuth (0/1)             |
| 1986                                | ATSV Sarrebruck (2/2)            | TTC Zugbrücke Grenzau (0/1)           |
| 1985                                | ATSV Sarrebruck (1/1)            | TTC Simex Jülich (1/2)                |
| 1984                                | Borussia Düsseldorf (8/11)       | SSV Reutlingen 05 (4/6)               |
| 1983                                | TTC Simex Jülich (1/1)           | TTC Heusenstamm (0/2)                 |
| 1982                                | Borussia Düsseldorf (7/10)       | TTC Heusenstamm (0/1)                 |
| 1981                                | SSV Heinzelmann Reutlingen (4/5) | TTC Bad Hamm (0/1)                    |
| 1980                                | SSV Heinzelmann Reutlingen (3/4) | Borussia Düsseldorf (6/9)             |
| 1979                                | Borussia Düsseldorf (6/8)        | TTC Calw (0/2)                        |
| 1978                                | Borussia Düsseldorf (5/7)        | TTC Calw (0/1)                        |
| 1977                                | SSV Reutlingen 05 (2/3)          | FTG Frankfurt (0/2)                   |
| 1976                                | SSV Reutlingen 05 (1/2)          | Hertha BSC (0/2)                      |
| 1975                                | Borussia Düsseldorf (4/6)        | SSV Reutlingen 05 (0/1)               |
| 1974                                | Borussia Düsseldorf (3/5)        | FTG Frankfurt (0/1)                   |
| 1973                                | TTG Altena-Nachrodt (1/1)        | SG Eintracht Frankfurt (0/1)          |
| 1972                                | Meidericher TTC (1/1)            | Hertha BSC (0/1)                      |
| 1971                                | Borussia Düsseldorf (2/4)        | VfL Osnabrück (1/6)                   |
| 1970                                | Borussia Düsseldorf (1/3)        | VfL Osnabrück (1/5)                   |
| 1969                                | VfL Osnabrück (1/4)              | Borussia Düsseldorf (0/2)             |
| 1968                                | SV Moltkeplatz Essen (1/2)       | Borussia Düsseldorf (0/1)             |
| 1967                                | Post SV Augsburg (1/1)           | VfL Osnabrück (0/3)                   |
| 1966                                | TuSa 08 Düsseldorf (3/4)         | VfL Osnabrück (0/2)                   |
| 1965                                | TuSa 08 Düsseldorf (2/3)         | VfL Osnabrück (0/1)                   |
| 1964                                | TuSa 08 Düsseldorf (1/2)         | SV Moltkeplatz Essen (0/1)            |
| 1963                                | PSV Stuttgart (1/1)              | TuSa 08 Düsseldorf (0/1)              |
| 1962                                | TTV Metelen (2/3)                | MTV Salzgitter (1/2)                  |
| Editions 1960 et 1961 non disputées |                                  |                                       |
| 1959                                | MTV Salzgitter (1/1)             | TTV Metelen (1/2)                     |
| 1958                                | TTV Metelen (1/1)                | TSV Milbertshofen (0/1)               |

## Palmarès Féminin
| Année                                  | Vainqueur                    | Finaliste                          |
| -------------------------------------- | ---------------------------- | ---------------------------------- |
| 2024                                   | TTC Berlin Eastside (7/8)    | SV DJK Kolbermoor (2/5)            |
| 2023                                   | TTC Berlin Eastside (7/8)    | TSV Langstadt 1909 (0/2)           |
| 2022                                   | SV DJK Kolbermoor (2/4)      | TSV Langstadt 1909 (0/1)           |
| 2021                                   | TTC Berlin Eastside (7/8)    | SV DJK Kolbermoor (1/3)            |
| 2020                                   | TTC Berlin Eastside (6/7)    | SV DJK Kolbermoor (1/2)            |
| 2019                                   | SV DJK Kolbermoor (1/1)      | TTC Berlin Eastside (5/6)          |
| 2018                                   | TTC Berlin Eastside (5/5)    | TuS Bad Driburg (0/1)              |
| 2017                                   | TTC Berlin Eastside (4/4)    | TTG Bingen/Münster-Sarmsheim (0/3) |
| 2016                                   | TTC Berlin Eastside (3/3)    | TUSEM Essen (0/1)                  |
| 2015                                   | TTC Berlin Eastside (2/2)    | TTG Bingen/Münster-Sarmsheim (0/2) |
| 2014                                   | TTC Berlin Eastside (1/1)    | TTG Bingen/Münster-Sarmsheim (0/1) |
| Compétition annulée entre 1986 et 2013 |                              |                                    |
| 1985                                   | ATSV Sarrebruck (1/1)        | FTG Frankfurt (0/1)                |
| 1984                                   | Kieler TTK Grün-Weib (3/10)  | DTC Kaiserberg (17/23)             |
| 1983                                   | DTC Kaiserberg (16/22)       | TTVg WRW Kleve (0/2)               |
| 1982                                   | DTC Kaiserberg (15/21)       | TSV Kronshagen (1/3)               |
| 1981                                   | DTC Kaiserberg (14/20)       | TSV Kronshagen (1/2)               |
| 1980                                   | TSV Kronshagen (1/1)         | DTC Kaiserberg (13/19)             |
| 1979                                   | DTC Kaiserberg (13/18)       | VSC Donauwörth (0/1)               |
| 1978                                   | DTC Kaiserberg (12/17)       | TTV Rinteln (0/1)                  |
| 1977                                   | DTC Kaiserberg (11/16)       | TSV Nord Harrislee (1/2)           |
| 1976                                   | DTC Kaiserberg (10/15)       | Kieler TTK Grün-Weib (2/9)         |
| 1975                                   | TSV Nord Harrislee (1/1)     | DTC Kaiserberg (9/14)              |
| 1974                                   | TTC Ramsharde (1/12)         | DTC Kaiserberg (9/13)              |
| 1973                                   | TTG Altena-Nachrodt (1/1)    | TTVg WRW Kleve (0/1)               |
| 1972                                   | DTC Kaiserberg (8/12)        | Hertha BSC (0/1)                   |
| 1971                                   | DTC Kaiserberg (7/11)        | TTC Ramsharde (0/1)                |
| 1970                                   | Kieler TTK Grün-Weib (2/8)   | DTC Kaiserberg (6/10)              |
| 1969                                   | DTC Kaiserberg (6/9)         | Kieler TTK Grün-Weib (1/7)         |
| 1968                                   | DTC Kaiserberg (5/8)         | Kieler TTK Grün-Weib (1/6)         |
| 1967                                   | DTC Kaiserberg (4/7)         | Kieler TTK Grün-Weib (1/5)         |
| 1966                                   | DTC Kaiserberg (3/6)         | Kieler TTK Grün-Weib (1/4)         |
| 1965                                   | DTC Kaiserberg (2/5)         | Kieler TTK Grün-Weib (1/3)         |
| 1964                                   | DTC Kaiserberg (1/4)         | Kieler TTK Grün-Weib (1/2)         |
| 1963                                   | Kieler TTK Grün-Weib (1/1)   | DTC Kaiserberg (0/3)               |
| Edition 1962 non disputée              |                              |                                    |
| 1961                                   | TK Hannover (1/1)            | DTC Kaiserberg (0/2)               |
| Edition 1960 non disputée              |                              |                                    |
| 1959                                   | SG Eintracht Frankfurt (1/1) | DTC Kaiserberg (0/1)               |